# Cultura Trzciniec
La cultura Trzciniec se extendió desde la cuenca de drenaje del río Oder a las cuencas de los ríos Desna y Seym, abarcando el centro, este y sur de Polonia además del norte y noroeste de Ucrania. Los arqueólogos creen que existió entre los siglos xvi a. c. y xii a. c.
En las regiones polacas de Kujawy, Małopolska, Mazovia (región) y Podlaquia y en el noroeste de Ucrania se han encontrado restos de esta cultura. Los asentamientos más conocidos se encuentran en Złota Pińczowskia, Więcławice, Goszyce y en el este de Bondyrz. En algunos de estos emplazamientos han encontrado importantes cantidades de materiales preciosos con fines ornamentales como el oro y la plata en Stawiszyce o bronce en Rawa Mazowiecka.
La cultura Trzciniec se desarrolla a partir de tres culturas relacionadas: Mierzanowicka, Strzyżowska y Iwieńska. Fueron sucedidas por la cultura lusaciana que se tiene lugar alrededor de Łódź.
La inhumación y la cremación en tumbas planas son características importantes de la cultura Trzciniec. En Wolica Nowa se han descubierto casos de inhumación en forma de tumulos.